# Wikariat apostolski Dżimma - Bonga
Wikariat apostolski Dżimma - Bonga – jednostka podziału administracyjnego Kościoła katolickiego w Etiopii. Powstała w 1994 jako prefektura apostolska. Wikariat apostolski od 2009.

## Biskupi
- Berhaneyesus Demerew Souraphiel, (1994–1997)
- Theo van Ruyven, C.M. (1998–2009)
- Markos Ghebremedhin, C.M., od 2009